# Sophie Amalie av Nassau-Siegen
Sophie Amalie av Nassau-Siegen, född 10 januari 1650, död 25 december 1688, var en hertiginna av Kurland, gift 1675 med hertig Fredrik Kasimir Kettler av Kurland.
Hon var dotter till Henrik II av Nassau-Siegen och Maria Magdalene av Limburg-Stirum. Äktenskapet arrangerades under det nederländska-franska kriget. Vigseln ägde rum 25 oktober 1675 i Haag. Efter bröllopet bosatte hon sig i Jelgava. Hennes make tillträdde tronen i hertigdömet 1682. 
Sophie Amalie och hennes make ägnade sig åt en omfattande furstlig representation i dåtida kosmopolitisk stil och stod värdar för ett påkostat hovliv med jakter med arabiska fullblod, växthus med ananasodling, falkjakt, operaföreställningar och otaliga hovfester. Hon ska ha haft en viss ekonomisk begåvning. Hon avled i barnsäng.